# Луцкий, Александр Николаевич
Алекса́ндр Никола́евич Лу́цкий (Луцкой; ок. 1804 — 24 февраля (6 марта) 1882) — унтер-офицер (по собственным показаниям, подпрапорщик) лейб-гвардии Московского полка, декабрист.

## Биография
Происходил из сословия обер-офицерских детей. Отец — чиновник VII класса в Боровичах (Новгородская губерния), крестьян не имел.
По собственным показаниям, «грамоте на российском языке и на французском обучен читать и писать», окончил Пажеский корпус (последнее утверждение опровергается формулярным списком). Согласно формулярному списку, вступил в службу в Московский лейб-гвардии полк (1820), унтер-офицер (1821). Членом тайных обществ, по всей видимости, не был.
Непосредственный участник восстания на Сенатской площади 14 декабря 1825 года (кричал «Коли изменников!»).

2-й фузилерной роты унтер-офицер Луцкий (сын чиновника) 14 декабря проявил особое возбуждение, кричал: «Измена!». На площади, будучи одним из старших в цепи из 40 человек, выставленной князем Оболенским шагов на 50 впереди каре, он не пропускал Милорадовича, а когда последний крикнул на него: «Что ты, мальчишка, делаешь?» ответил: «Изменник, куда девали нашего шефа?» (т. е. шефа полка, великого князя Константина Павловича). С несколькими рядовыми он избил прикладами разгонявшего толпу жандарма Коновалова и исколол его лошадь штыком. После картечи Луцкий укрылся в доме графини Лаваль и был арестован при выходе. ссылкой на каторгу пожизненно, с лишением унтер-офицерского и воинского звания и преимуществ обер-офицерского сына.— Г. С. Габаев. Гвардия в декабрьские дни 1825 года.
Военным судом при лейб-гвардии Московском полку приговорён (22 января (3 февраля) 1827) к повешению. Приговор к смертной казни был заменен Николаем I (6 (18) мая 1827) лишением чинов и ссылкой в Сибирь в каторжные работы.
Отправлен по этапу пешком, этапировался вместе с уголовниками. По дороге поменялся статейными списками с сосланным в Сибирь на поселение Агафоном Непомнящим (уплатив ему 60 рублей) и был записан под его именем в подушный оклад в деревню Большекумчужскую (Большекемчугскую) Енисейской губернии. После того, как подлог вскрылся, приговорён к 100 ударам розгами (23 февраля (7 марта) 1830) и отправлен в каторжную работу на Новозерентуйский рудник.
В 1830 (по другим данным, 1831) году бежал с Ново-Зерентуйской каторги, был пойман (17 февраля (1 марта) 1831). По решению Нерчинской горной экспедиции приговорён к наказанию 16 ударами плетьми и прикован к тачке (приговор утверждён 11 (23) июня 1831).
В мае 1850 года освобождён от каторжных работ и обращён на поселение при Нерчинских горных заводах. В 1857 году амнистирован и восстановлен в правах, но остался жить в Сибири. Луцкий — последний в Сибири по времени скончавшийся декабрист.

## Семья
Был женат на дочери цирюльника Марии Портновой; 8 детей. Указывают, что большевик Алексей Луцкий, казнённый японцами в 1920 году, его внук.

## Комментарии
1. ↑  В сентенции военного суда также был приговорён к лишению преимущества обер-офицерского сына[1]. Но каторга подразумевала лишение всех прав состояния.
2. ↑  Не был включён в первоначальный список амнистированных декабристов от 26 августа (7 сентября) 1856 года — о Луцком забыли[1].